# Десятуха
Десятуха (на руски: Десятуха) е посьолок в Стародубски общински окръг на Брянска област в Русия.
Идентификационният код на посьолъка според Общоруския класификатор на обектите на административно-территориално деление (ОКАТО) е: 15250000040.
До 31.12.2019 г. посьолокът Десятуха е бил административен център на Десятухското селско поселение (вид община от множество малки населени места). Със закон на Брянската областна дума от 29.05.2020 г., влязъл в сила на 01.08.2020 г., посьолокът Десятуха е включен в състава на ново основания Стародубски общински окръг.

## География
Намира се на 3 км от Стародуб, на десния бряг на река Ваблея .
Десятуха се намира в южната част на Брянска област на разстояние около 3 km западно по права линия от административния център на общината –– град Стародуб. Разположена е на десния бряг на река Вабля.

### Природни обекти
Близо до Десятуха се намира особено защитена природна зона (паметник на природата) – уникална горичка Дубрава с площ от 10,3 хектара (стара широколистна гора: дъб, липа, бряст, ясен, клен, бреза, ябълка, круша).

## История
Името на селището произлиза от името на панаира, който се провежда в околностите на град Стародуб на десетия петък след Великден.
Дълго време Десятуховският панаир бил един от най-големите търговски центрове на кръстопътя между Русия и Малорусия. Тук, в изоставена днес средновековна крепост, през XVI век била построена църквата „Св. Параскева Петка“ – покровителка на търговията. Недалеко се намирала къщата на свещеника. Десятуха била попски хутор (т. е. малко земеделслко селище от десетина къщи и селяни, работещи за попа), заграден от ровове и крепостни стени, бил записан от руски преброители на населението през 1654 г. под името „Старо градище“.
По данни на местния историк-краевед Николай Егорович Юшченко, когато през 1535 г. литовската армия напуска опожарения и разрушен град Стародуб и се насочва към град Гомел, участък от руско-литовската граница в района на историко-географската област „Северщина“ останал незащитен. Московското правителство и младият цар Иван IV (по-късно наречен Грозни) приели решение в най-кратък срок да се възстанови системата от укрепления в Северската земя. Въпреки това, докато все още отсъствали крепости, било решено войските да се изпратят към северската граница и там да се построят редица полеви укрепления. Едно от тях се намирало на левия бряг на река Вабля и представлявало правоъгълна крепост, построена през зимата на 1535-1536 г. Тук бил разположен руският гарнизон по време на изграждането на Стародубската крепост. От момента, в който Стародубската крепост е въведена в експлоатация, гарнизонът и руската армия били преместени в Стародуб, а полевата крепост в Десятуха била изоставена. Още през средата на XVI век местните жители възприемали крепостта като „старото градище“ (докато днес тя е просто „градче“).
В периода XVII–XVIII век, Десятуха се намирала в Казашкото хетманство.
На 10 август 1704 г. хетман Иван Мазепа дава посьолока като феодално владение на полковника на Стародубския полк – благородника Михаил Андреевич Миклашевски (ок. 1640 г. – 19 март 1706 г.) – издавайки специален хетмански универсал (указ).
През 1706 г. Михаил А. Миклашевски е убит край полския град Несвиж в битка срещу шведите по време на Великата северна война. Многобройните му владения са временно (неокончателно) разделени между вдовицата му Анна и по-големите им синове Андрей и Степан, тъй като техният полубрат Иван все още не бил пълнолетен (под 17 години) и нямал право самостоятелно да сключва правни сделки. По-късно, официално с хетмански универсал (указ) на хетман Даниил Апостол от 13.01.1729 г., посьолокът Десятуха е потвърден за феодално владение на Иван Михайлович Миклашевски (роден след 1689 г. – починал 1740 г.). През 1790 г. Десятуха се наследява от племенниците му Михаил и Иван Андреевич Миклашевски, които заселват там свои крепостни селяни.
През втората половина на XVIII век църквата в старата крепост все още действала. Самата Десятуха продължила да бъде свещенически хутор, в който според преброяването от 1781 г. живели свещеник, клисар и казак.
В началото на XIX век хуторът като феодално владение се наследява от генерал-майор Андрей Михайлович Миклашевски и подполковник Пьотър Иванович Миклашевски – бивш адютант на граф Пьотър Румянцев. След това, от 1825 г. до 1827 г. хуторът става владение на Пьотър Петрович Миклашевски.
След премахването на крепостничеството през 1861 г. родът Миклашевски очевидно продават владението си на дворянина Василий Иванович Ткаченко, който бил женен за французойката Елизавета Максимилиановна Тардьо. Известно е, че през 1888 г. в църквата „Успение Богородично“ в близкото село Печеники тя приема православието и живее в имението на Ткаченко до Октомврийската революция от 1917 г.

## Съветско време
След Октомврийската революция и падането на Руската империя през 1917 г., то през 1919 г. в тогавашната Руска съветска федеративна социалистическа република на територията на Десятуха бил създаден совхоз (държавна ферма) върху парцела на бившето имение на крупния земевладелец Николай Гусев. В неговия 3-етажен дом са разположени кантора, няколко жилища за работници, столова и клуб. От предишния собственик са запазени ковачница, мелница, няколко навеса и хамбара, двор за добитък. От момента на създаването си фермата е наречена „Голяма Десятуха“ (на руски: Большая Десятуха).
През 1923 г. совхозът е преименуван на „Червен октомври“ (на руски: Красный Октябрь). През 1960 г. той се разширява значително поради присъединяването на редица съседни колхози.
През последните десетилетия от съществуването на РСФСР, по време на съществуването на елитния клуб на най-добрите селскостопански производители на Русия – „Арго-300“, „Червен октомври“, трансформиран в командитно дружество (КД), бил постоянен член на клуба, неизменно нареждайки се сред 100-те най-добри стопанства в страната. Специализацията му била:  скотовъдство на породист едър рогат добитък, свиневъдство, производство на зърно и картофи. На територията на КД „Червен октомври“ имало голям комплекс за преработка на селскостопанска продукция.

## Днешни дни
Интензивното застрояване на Десятуха започва през 1960-те години, след разширяването на КД „Червен октомври“: посьолокът се сдобива с официален устройствен план. Днес местният жилищен фонд се състои от около 15 многофамилни двуетажни сгради, двуетажни селски вили с двор и едноетажни къщи-близнаци, частни тухлени и дървени къщи. В Десятуха има Дом на културата, средно училище, детска градина, фелдшерско-акушерски пункт, поща, стрелбище, аптека, няколко магазина и кафенета, салон за красота, местен полицейски участък, а също и оперативна каса на банка „Сбербанк“. В Десятуха се намира и паметник на съселяните, загинали по фронтовете на Втората световна война, с вечен огън.
През 2011 г. е построена и осветена църквата „Св. Георги“. Намира се в северните покрайнини на Десятуха край Брянската магистрала, близо до река Вабля, и днес тя е се е превърнала не само в архитектурна доминанта на Десятуха, но и в забележителност на целия Стародубски район и даже на Брянска област като цяло (единственият храм в района с нощно осветление).
Посьолокът, разположен на брега на изкуствено езерце, с водна площ от 65 хектара, е напълно газифициран (снабдяването с природен газ в Десятуха даже се състои по-рано от колкото в административния център на общината – град Стародуб). Десятуховският язовир е предназначен за любителски и спортен риболов (риболовът е платен). Във водоема се развъждат каракуда, шаран, бабушка, костур, щука, пъстърва, чига, сулка, амур и толстолоб.

## Население
Численост на населението: 21 души (1859 г.), 1411 души през 2002 г. (руснаци 96 %), 1263 души през 2010 г. и 1218 души през 2013 г.